# Hemiteles erythrocerus
Hemiteles erythrocerus là một loài tò vò trong họ Ichneumonidae.